# Schistidium bryhnii
Schistidium bryhnii là một loài Rêu trong họ Grimmiaceae. Loài này được I. Hagen mô tả khoa học đầu tiên năm 1897.